# Soma (datorspel)
Soma (skrivs SOMA) är ett skräckspel i science fiction-miljö utvecklat och utgivet av Frictional Games och släpptes den 22 september 2015 till Microsoft Windows, OS X, Linux och Playstation 4. Soma släpptes självständiga endast via digital distribution, såsom via Steam, GOG.com och Humble Bundle.
Spelet äger rum på en forskningsanläggning under ett hav, med maskiner som börjar skaffa sig mänskliga egenskaper. Simon Jarrett, spelets protagonist, befinner sig på anläggningen under mystiska omständigheter och blir  tvingad att avslöja sitt förflutna, samtidigt som han försöker förstå sin situation och potentiella framtid.
Spelupplägget bygger på konventionerna som Frictional Games etablerat i sina tidigare skräckspel, såsom en betoning på smygande för att undvika hot, pussellösning och fördjupa sig i spelets atmosfär. Men i en brytning med denna tradition tonade de också ner aspekter såsom förrådshantering till förmån för ett tightare fokus på spelets berättelse. Det fick positiva recensioner av recensenter, vilka berömde spelets berättelse och röstskådespeleri.